# Túnel Karavanke
El túnel Karavanke (en alemán: Karawankentunnel; en esloveno: Predor Karavanke) es el cuarto túnel ferroviario más largo en Austria y el más largo de Eslovenia, con una longitud de 7976 metros (26 168 pies).

## Descripción

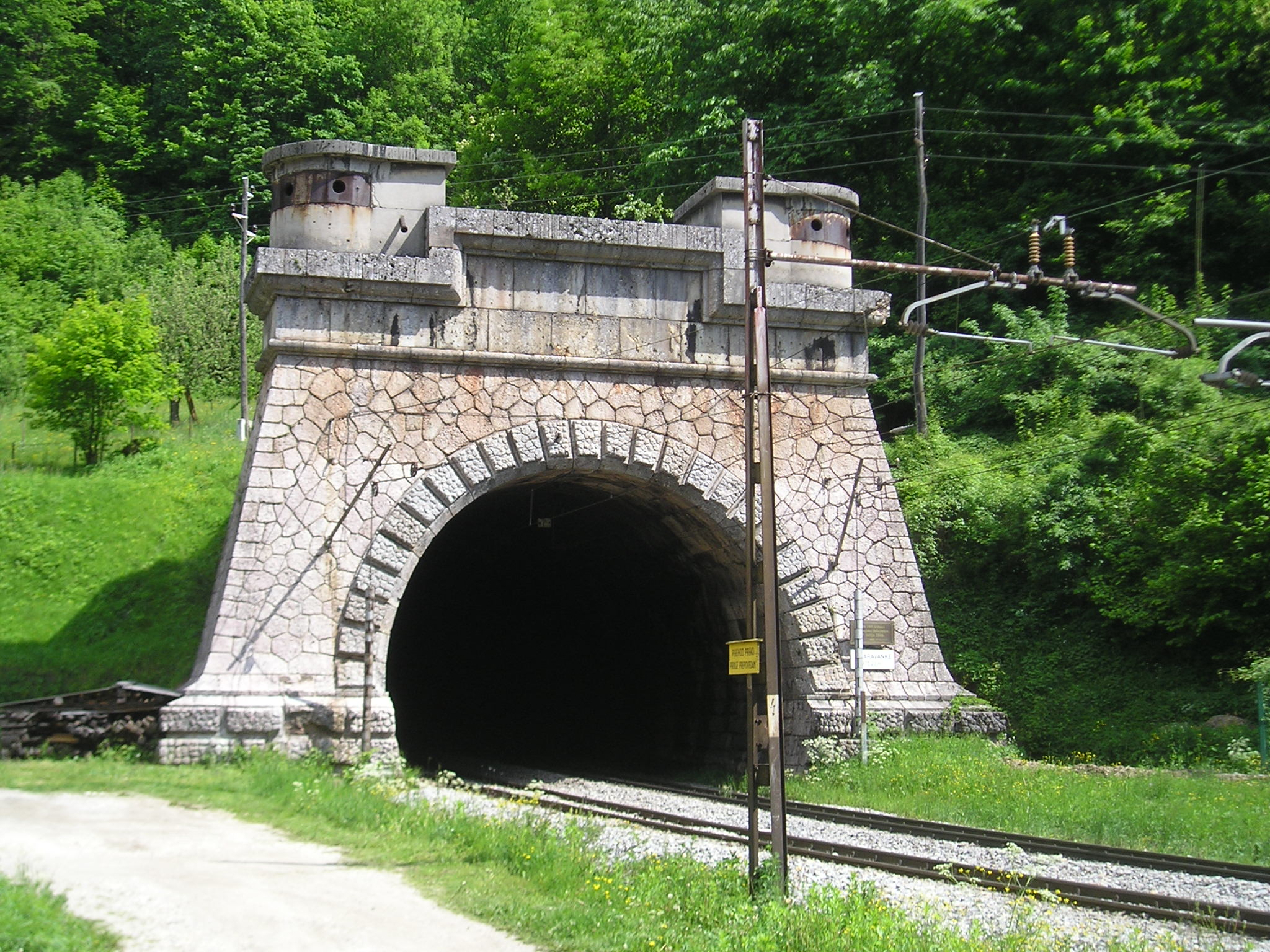
Boca sur.

El ferrocarril pasa por debajo del paso Rožca entre Rosenbach, en el sur de Austria, y Jesenice, en el norte de Eslovenia. El túnel era una parte importante del ferrocarril Karawanken, él estaba junto con el ferrocarril Bohinj construido para conectar el puerto de Trieste con Klagenfurt, la capital del estado federal de Carintia en Austria.
Entre 1867 y 1918, Trieste fue parte del Imperio Austro-Húngaro. Fue el primer puerto marítimo de Austria y la salida principal para el comercio del océano de la monarquía dual, pero carecía de la comunicación ferroviaria adecuada con el interior de Austria. Para dar un gran impulso al comercio de Trieste y, en particular, para el comercio en el mar de Austria en general, se decidió en 1901 construir el ferrocarril Karawanken, que conecta Trieste y Klagenfurt. El ferrocarril fue construido bajo la cordillera Karavanke, la más larga de Europa, en la frontera entre lo que ahora son Eslovenia y Austria. El túnel fue inaugurado el 1 de octubre de 1906, por el archiduque Francisco Fernando.